# Main Event der World Series of Poker 1982
Das Main Event der World Series of Poker 1982 war das Hauptturnier der 13. Austragung der Poker-Weltmeisterschaft in Las Vegas.

## Turnierstruktur
Das Hauptturnier der World Series of Poker in No Limit Hold’em startete am 22. Mai und endete mit dem Finaltisch am 27. Mai 1982. Ausgetragen wurde das Turnier im Binion’s Horseshoe in Las Vegas. Die insgesamt 104 Teilnehmer mussten ein Buy-in von je 10.000 US-Dollar zahlen, für sie gab es neun bezahlte Plätze.

## Finaltisch

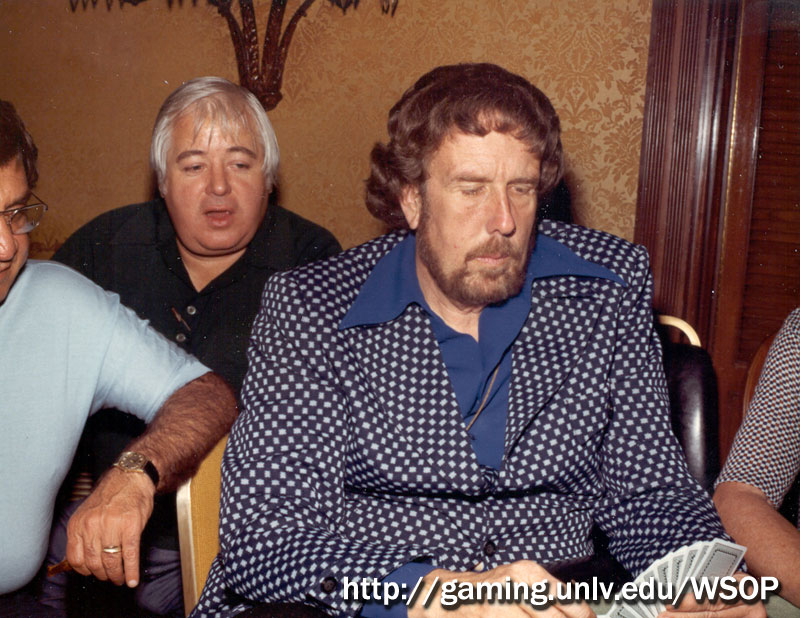
Jack Straus (1974)

Der Finaltisch wurde am 27. Mai 1982 ausgespielt. In der finalen Hand gewann Straus mit A♥ 10♠ gegen Tomko mit A♦ 4♦.
| Platz | Herkunft           | Spieler        | Preisgeld (in $) |
| ----- | ------------------ | -------------- | ---------------- |
| 1     | Vereinigte Staaten | Jack Straus    | 520.000          |
| 2     | Vereinigte Staaten | Dewey Tomko    | 208.000          |
| 3     | Vereinigte Staaten | Berry Johnston | 104.000          |
| 4     | Vereinigte Staaten | Doyle Brunson  | 052.000          |
| 5     | Vereinigte Staaten | A. J. Myers    | 052.000          |
| 6     | Vereinigte Staaten | Dody Roach     | 041.060          |